# Fã Clube (canção)
"Fã Clube" é uma canção da cantora e compositora brasileira Marília Mendonça e da dupla Maiara & Maraisa, lançada em outubro de 2021 pela gravadora Som Livre como parte do álbum Patroas 35%.

## Composição
"Fã Clube" foi escrita por Rafaela Miranda, Kito, Isabella Resende e Gustavo Martins, um grupo de compositores chamado NCS. Em entrevista ao R7, Isabella disse que a música já tinha sido oferecida para outros artistas sertanejos e tinha sido recusada por vários artistas. Mas Marília Mendonça gostou da canção e decidiu gravá-la. Ela disse: "Nós estávamos compondo e, de repente, o Henrique [Bahia] me manda um áudio com a Marília cantando o refrão inteiro".
Em entrevista ao Correio Braziliense, Kito disse:
Quando a Marília falou que ia ficar com nossa música foi uma emoção muito gigante e um momento de muita comemoração. Qual o compositor que não quer uma música gravada pela Marília Mendonça? E ainda surgiu a oportunidade de ser com a dupla Maiara e Maraisa, as Patroas. Então, foi uma emoção muito grande.

## Gravação
A canção foi gravada em 24 de julho de 2021, em Goiânia, durante uma live chamada As Patroas. A apresentação atingiu o pico de 400 mil visualizações simultâneas.

## Lançamento e recepção
"Fã Clube" foi lançada como parte do do álbum Patroas 35% em outubro de 2021, com videoclipe lançado em 5 de novembro. A data coincidiu com o acidente aéreo que matou Marília Mendonça. No dia, pela manhã, a cantora tinha promovido a canção ligando para fãs. Isabella, uma das compositoras, mais tarde disse que "ela ficou como um hino do amor que a Marília tinha pelos fãs. Se concretizou com um hino de despedida, mas um hino de amor".
A canção foi escolhida para encerrar o Jornal Nacional de 5 de novembro, que teve maior parte de sua duração sobre a morte de Marília Mendonça e o legado da cantora.
Está presente na trilha sonora da novela das sete Cara e Coragem da Rede Globo. 